# 金城基泰
金城基泰（1952年10月16日—），韓國名金基泰，日本棒球選手及教練，出生於大阪府，曾經效力於日本職棒讀賣巨人等隊伍，於1987年退休，生涯通算68次勝投。